# رامون سيلي
رامون سيلي (بالإنجليزية: Ramon Sealy)‏ هو لاعب كريكت ولاعب كرة قدم بريطاني في مركز حراسة المرمى، ولد في 22 أبريل 1991 في جزر كايمان في المملكة المتحدة. شارك مع منتخب جزر كايمان لكرة القدم. أما مع النوادي، فقد لعب مع Bodden Town FC ‏.

## وصلات خارجية
- رامون سيلي على موقع إي آس بي آن كريك إنفو (الإنجليزية)
- رامون سيلي على موقع ناشيونال فوتبول تيمز (الإنجليزية)
- رامون سيلي على موقع Soccerway.com (الإنجليزية)